# Plume d’Or 1984
Der Plume d’Or 1984 im Badminton wurde vom 12. bis zum 13. Mai 1984 in La Valletta ausgetragen. Sieger wurde das Team aus Österreich.

## Endstand
| Platz | Team       |
| ----- | ---------- |
| 1     | Österreich |
| 2     | Belgien    |
| 3     | Schweiz    |
| 4     | Portugal   |
| 5     | Frankreich |
| 6     | Spanien    |
| 7     | Malta      |